# Aeogae (métro de Séoul)
Aeogae est une station sur la ligne 5 du métro de Séoul, dans l'arrondissement de Mapo-gu.